# Файтсгехгайм
Файтсгехгайм (нім. Veitshöchheim) — громада в Німеччині, розташована в землі Баварія. Підпорядковується адміністративному округу Нижня Франконія. Входить до складу району Вюрцбург.
Площа — 10,76 км2. Населення становить 9475 ос. (станом на 31 грудня 2020).